# Krusjevo (distrikt i Bulgarien, Gabrovo)
Krusjevo (bulgariska: Крушево) är ett distrikt i Bulgarien.   Det ligger i kommunen Obsjtina Sevlievo och regionen Gabrovo, i den centrala delen av landet, 150 km öster om huvudstaden Sofia.
Omgivningarna runt Krusjevo är en mosaik av jordbruksmark och naturlig växtlighet. Runt Krusjevo är det ganska tätbefolkat, med 124 invånare per kvadratkilometer.